# Luis Arconada
Luis Miguel Arconada (* 26. června 1954, San Sebastián) je bývalý fotbalový brankář baskického původu, který chytal za Real Sociedad a byl dlouholetým kapitánem španělské fotbalové reprezentace.
S Realem Sociedad získal španělský titul v letech 1981 a 1982 a třikrát získal Cenu Ricarda Zamory pro brankáře, který ve španělské lize pustil za sezónu nejméně branek. Postoupil s klubem do semifinále PMEZ 1982/83. Reprezentoval Španělsko na OH 1976, MS 1978, ME 1980, domácím MS 1982 a ME 1984, kde tým postoupil do finále.